# Zarah McKenzie
Zarah Jane McKenzie (* 9. April 1981 in Hamburg) ist eine ehemalige deutsche Schauspielerin.

## Leben
Zarah McKenzie wirkte als Schauspielerin vor der Kamera von 2004 bis 2014 in etwas mehr als 10 Film-und-Fernsehproduktionen mit, darunter auch mehrmals unter der Regie von Til Schweiger oder Fatih Akin.
Seit 2015 ist McKenzie nicht mehr als Schauspielerin tätig. Über ihren weiteren Lebensweg sind bislang keinerlei Informationen veröffentlicht worden.

## Filmografie
- 2004: Gegen die Wand
- 2004: Hellblau (Kurzfilm)
- 2005: Eine andere Liga
- 2006: Da kommt Kalle (Fernsehserie, 1 Folge)
- 2007: Doppelter Einsatz (Fernsehserie, 1 Folge)
- 2007: Eine stürmische Bescherung
- 2008: Die Eylandt Recherche
- 2008: Mord in bester Gesellschaft: Die Nächte des Herrn Senator (TV-Reihe)
- 2008: Notruf Hafenkante (Fernsehserie, 1 Folge)
- 2008: 1½ Ritter – Auf der Suche nach der hinreißenden Herzelinde
- 2009: Soul Kitchen
- 2009: Zweiohrküken
- 2010: Emmas Chatroom (Fernsehserie, 1 Folge)
- 2011: Küstenwache (Fernsehserie, 1 Folge)
- 2012: Tatort: Die Ballade von Cenk und Valerie
- 2014: Honig im Kopf